# Njereujaure
Njereujaure är en sjö i Vilhelmina kommun i Lappland och ingår i Ångermanälvens huvudavrinningsområde. Sjön har en area på 0,615 kvadratkilometer och ligger 859,9 meter över havet. Sjön avvattnas av vattendraget Njereujukke.

## Delavrinningsområde
Njereujaure ingår i det delavrinningsområde (721475-144448) som SMHI kallar för Utloppet av Njereujaure. Medelhöjden är 884 meter över havet och ytan är 2,98 kvadratkilometer. Det finns inga avrinningsområden uppströms utan avrinningsområdet är högsta punkten. Njereujukke som avvattnar avrinningsområdet har biflödesordning 3, vilket innebär att vattnet flödar genom totalt 3 vattendrag innan det når havet efter 391 kilometer. Avrinningsområdet består mestadels av kalfjäll (79 procent). Avrinningsområdet har 0,61 kvadratkilometer vattenytor vilket ger det en sjöprocent på 20,6 procent.